# Saint-Macaire
Saint-Macaire település Franciaországban, Gironde megyében. Lakosainak száma 2000 fő (2022. január 1.). Saint-Macaire Le Pian-sur-Garonne, Langon, Saint-Maixant és Saint-Pierre-de-Mons községekkel határos.

## Népesség
A település népessége az elmúlt években az alábbi módon változott:
| Lakosok száma | 1767 | 1587 | 1459 | 1670 | 2070 | 2088 | 2076 | 2078 | 2035 | 2000 |
|               | 1968 | 1982 | 1990 | 2006 | 2013 | 2015 | 2017 | 2019 | 2020 | 2022 |